# Hockey Club Davos
Pour les articles homonymes, voir HCD.
Le Hockey Club Davos (HC Davos, abrégé HCD) est un club de hockey sur glace de la ville de Davos en Suisse.
Il évolue en National League et était entraîné par Arno Del Curto depuis la saison 1996-1997 jusqu'au 27 novembre 2018.
L'équipe évolue depuis 1979 dans l'Eisstadion Davos, récemment renommé Vaillant Arena. Les couleurs du club sont celles de la ville de Davos, le jaune et le bleu. Avec ses 31 sacres, le HCD est l'équipe la plus titrée de l'histoire du championnat de Suisse.

## Histoire du club

### Création
En 1918, le Hockey Club Davos voit le jour grâce au docteur Kurt Wüst, en tant que club de formation et de jeunes. L'équipe de hockey sur glace est créée en 1921. Dirigée et prise en main par le docteur P. Müller, elle participe dès 1922 à Ligue suisse de hockey, fondée en 1909. C'est en 1923 qu'est créée la coupe Spengler par le docteur Carl Spengler, tournoi mondial des clubs organisé à Davos depuis cette date et reconnu comme la plus vieille compétition de clubs en Europe.

### La domination
En 1926, seulement cinq ans après sa création, le club remporte son premier titre de champion de Suisse et domine ces années 1930 en remportant neuf autres titres en une dizaine d'années. Mais ces titres ne sont pas officiellement reconnus comme titres de champions de Suisse[réf. nécessaire], en effet jusqu'alors le championnat suisse ne fut pas celui de la Ligue nationale A que l'on connaît aujourd'hui. Il s'agissait de la défunte Ligue suisse de série A, avant la création de la Ligue nationale A en 1938. Durant toute cette époque, le HC Davos est emmenée par la "Ni-Sturm", composée de Richard Torriani, Hans Cattini et son frère Ferdinand, qui figurent tous trois au temple de la renommée de la fédération internationale de hockey sur glace.
Officiellement, le premier titre de champion de la Ligue nationale A de Davos fut remporté en 1938, un titre qu'il remporta également en 1939 et de 1941 à 1948. Après trois nouveaux titres en 1950, 1958 et 1960, Davos va connaître une période creuse l'envoyant même en Ligue nationale B en 1969.
Lors de cette période, Davos remporta aussi dix fois la Coupe Spengler.

### Les années 1980 et 1990
Dix ans après sa descente en Ligue nationale B, le club retrouve l'élite en 1979. Après de nombreux changements au sein du club, la formation tente de retrouver sa stabilité et son niveau des années 1940 et 1950. Elle y arrivera en décrochant le titre en 1984 et 1985. Mais de nouveau le club phare du championnat suisse va connaître une période creuse dans les années 1990. Le club est d'abord relégué en Ligue nationale B en 1989 puis en première ligue (troisième division) en 1990. La Coupe Spengler se déroule alors pour la première fois sans le HC Davos, l'équipe ne s'estimant pas au niveau laisse sa place à Kloten. En 1992, Davos remonte en Ligue B puis en Ligue A l'année suivante.

### De nos jours

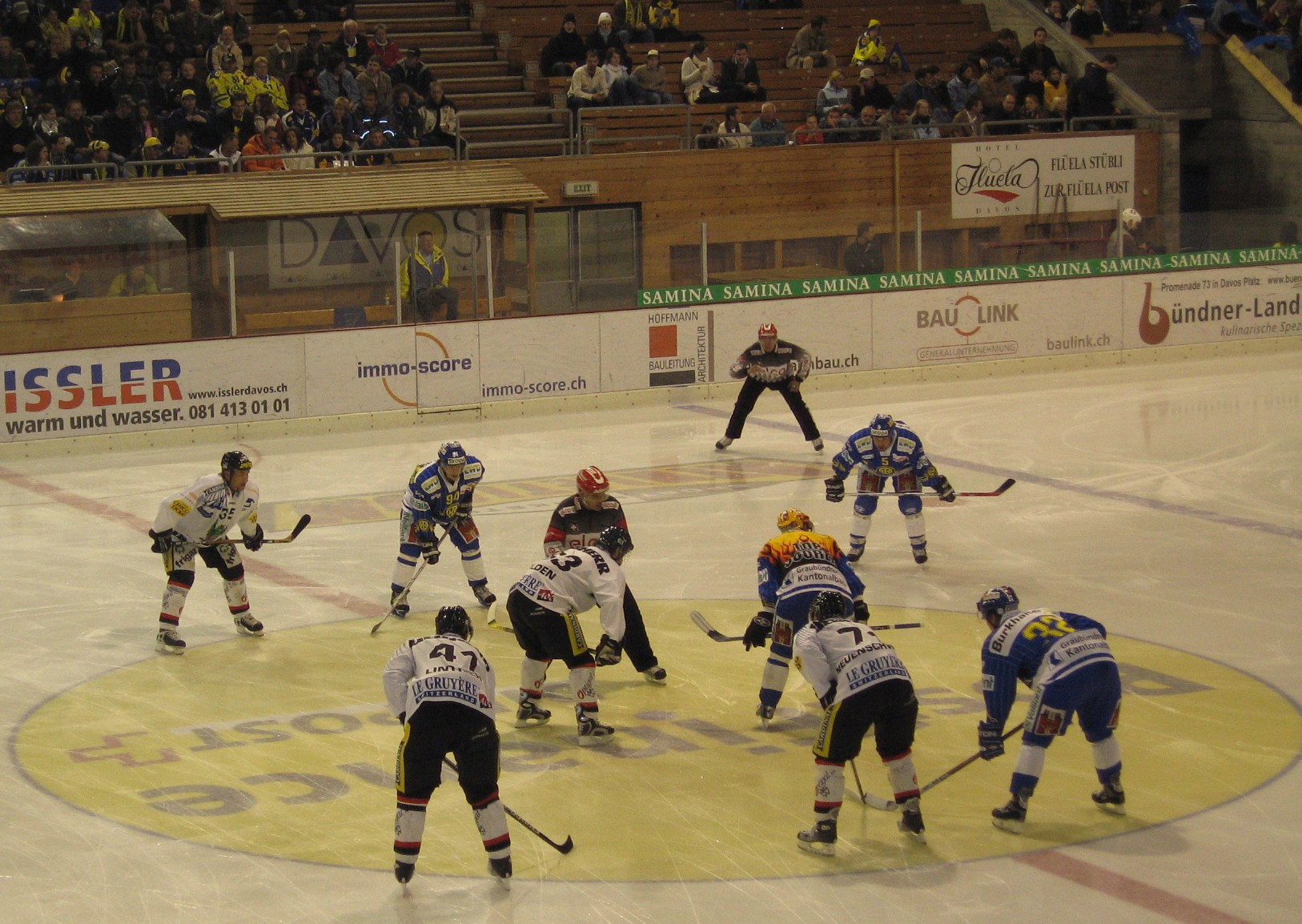
HC Davos contre Fribourg-Gottéron

En 2002, Davos remporte son 26e titre de champion.
En 2005, Davos compte dans ses rangs des vedettes de la Ligue nationale de hockey telles que Rick Nash, Joe Thornton et Niklas Hagman. En effet ces joueurs « profitent » du lock-out en LNH pour venir garnir les rangs des formations européennes. Davos réussit à gagner le titre avec ces joueurs, Thornton terminant même la saison meilleur marqueur du club.
L'année suivante est plus difficile, mais emmené par Alexandre Daigle, ancien grand espoir de la LNH, Davos remporte le titre de champion en 2007.
Le 13 avril 2009, le HC Davos est sacré une fois de plus champion suisse de LNA, au terme d'une série remportée 4-3 contre les Kloten Flyers. Le HC Davos réalise l'exploit de gagner le titre après avoir disputé les 7 matchs lors de chaque série (1/4 remportés 4-3 contre le HC Lugano, 1/2 remportées 4-3 contre Fribourg-Gottéron).

## Palmarès
- LNA
  - 1926, 1927, 1929, 1930, 1931, 1932, 1933, 1934, 1935, 1937, 1938, 1939, 1941, 1942, 1943, 1944, 1945, 1946, 1947, 1948, 1950, 1958, 1960, 1984, 1985, 2002, 2005, 2007, 2009, 2011, 2015
- Championnat international suisse
  - 1927, 1929, 1930, 1931, 1932
- LNB :
  - 1979, 1993
- Coupe de Suisse
  - aucune
- Coupe Spengler
  - 1927, 1933, 1936, 1938, 1941, 1942, 1943, 1951, 1957, 1958, 2000, 2001, 2004, 2006, 2011, 2023

## Effectif
| No    | Nom                  | Nat. | Position  | Arrivée                                       |
| ----- | -------------------- | ---- | --------- | --------------------------------------------- |
| +001, | Laurin Solèr         |      | Gardien   | Formé au club                                 |
| +029, | Sandro Aeschlimann   |      | Gardien   | 2019 - EV Zoug                                |
| +051, | Luca Hollenstein     |      | Gardien   | 2024 - EV Zoug                                |
| +004, | Yanik Lichtensteiger |      | Défenseur | Formé au club                                 |
| +006, | Klas Dahlbäck – A    |      | Défenseur | 2022 - HK CSKA Moscou                         |
| +012, | Enzo Guebey          |      | Défenseur | 2023 - GCK Lions                              |
| +016, | Gian Leipold         |      | Défenseur | 2020 - HC Saint-Moritz                        |
| +020, | Michael Fora         |      | Défenseur | 2022 - HC Ambrì-Piotta                        |
| +026, | Guus Van der Kaaij   |      | Défenseur | Formé au club                                 |
| +055, | Calle Andersson      |      | Défenseur | 2024 - HC Lugano                              |
| +057, | Davyd Barandun       |      | Défenseur | Formé au club                                 |
| +060, | Julius Honka         |      | Défenseur | 2024 - CP Berne                               |
| +077, | Nico Gross           |      | Défenseur | 2024 - EV Zoug                                |
| +090, | Sven Jung – A        |      | Défenseur | 2013 - Killer Bees de la vallée du Rio Grande |
| +008, | Rico Gredig          |      | Attaquant | 2018 - HC Coire                               |
| +010, | Andres Ambühl – C    |      | Attaquant | 2013 - ZSC Lions                              |
| +013, | Niklas Aebli         |      | Attaquant | Formé au club                                 |
| +014, | Joël Blaser          |      | Attaquant | Formé au club                                 |
| +015, | Simon Ryfors         |      | Attaquant | 2024 - Rögle BK                               |
| +018, | Filip Zadina         |      | Attaquant | 2024 - Sharks de San José                     |
| +019, | Adam Tambellini      |      | Attaquant | 2024 - Rögle BK                               |
| +021, | Julian Parrée        |      | Attaquant | 2024 - Falu IF                                |
| +036, | Simon Knak           |      | Attaquant | 2021 - Winterhawks de Portland                |
| +042, | Joakim Nordström – A |      | Attaquant | 2022 - HK CSKA Moscou                         |
| +044, | Matěj Stránský       |      | Attaquant | 2021 - HC Oceláři Třinec                      |
| +065, | Marc Wieser          |      | Attaquant | 2014 - HC Bienne                              |
| +066, | Valentin Nussbaumer  |      | Attaquant | 2021 - HC Bienne                              |
| +070, | Enzo Corvi – A       |      | Attaquant | 2012 - HC Coire                               |
| +072, | Tino Kessler         |      | Attaquant | 2024 - HC Bienne                              |
| +093, | Yannick Frehner      |      | Attaquant | 2014 - HC Coire                               |
| +096, | Chris Egli           |      | Attaquant | Formé au club                                 |

## Numéros retirés
- #5  Marc Gianola (de)
- #56  Dino Wieser
- #69  Sandro Rizzi
- #78  Jan von Arx
- #83  Reto von Arx

## Parcours
- 1926 - 1969 : LNA
- 1969 - 1979 : LNB
- 1979 - 1989 : LNA
- 1989 - 1990 : LNB
- 1990 - 1991 : 1re ligue
- 1991 - 1993 : LNB
- Depuis 1993 : LNA/NL